# U.S. Route 41
La U.S. Route 41 è una strada statunitense a carattere nazionale che corre da nord a sud per 3.219 km (2.000 mi) da Miami in Florida alla Penisola superiore del Michigan. Fino al 1949 la parte nella Florida meridionale, da Naples a Miami, era la US 94, che attualmente ha la designazione interna di Florida State Road 90 (SR 90) ed è più comunemente nota come Tamiami Trail.
Il termine settentrionale della strada è ad est di Copper Harbor, ad un modesto vicolo cieco vicino al Fort Wilkins Historic State Park nella punta della Keweenaw Peninsula. Il termine meridionale è nel quartiere di Brickell di Downtown Miami all'intersezione con Brickell Avenue (US 1). Fiancheggia da vicino la Interstate 75 (I-75) da Naples (Florida), attraverso la Georgia fino a Chattanooga nel Tennessee.

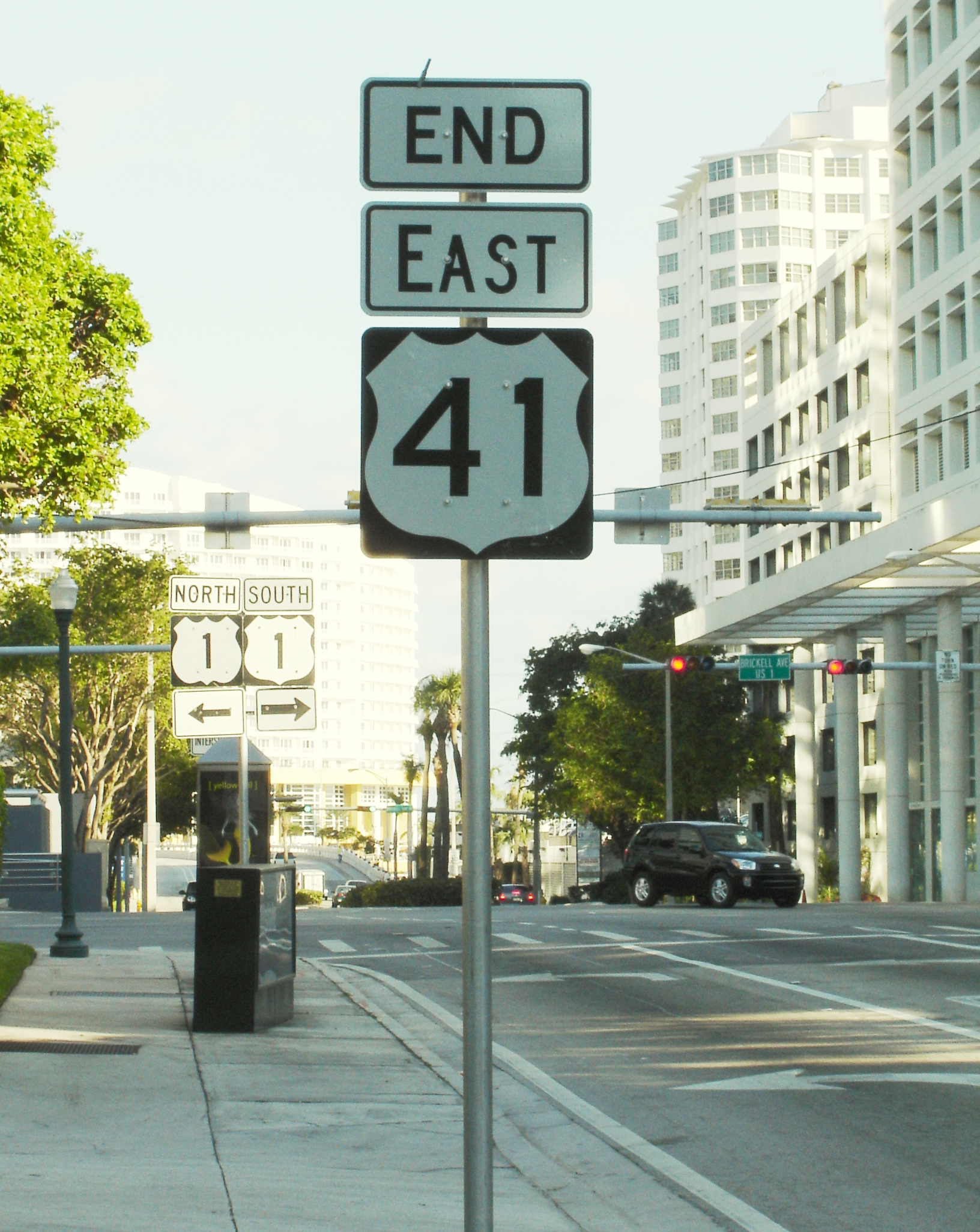
Finale della US 41 in Miami
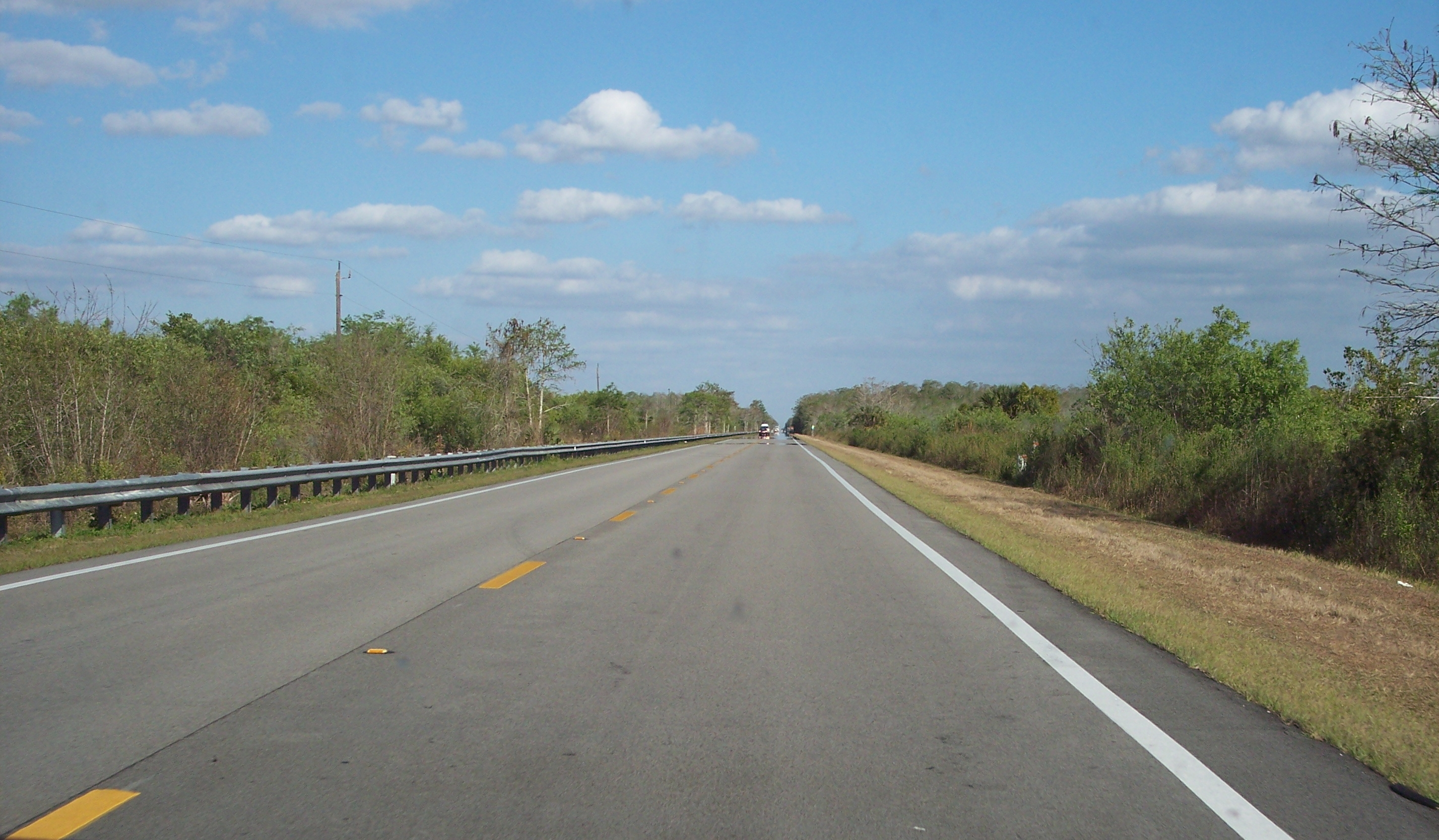
Nelle Everglades
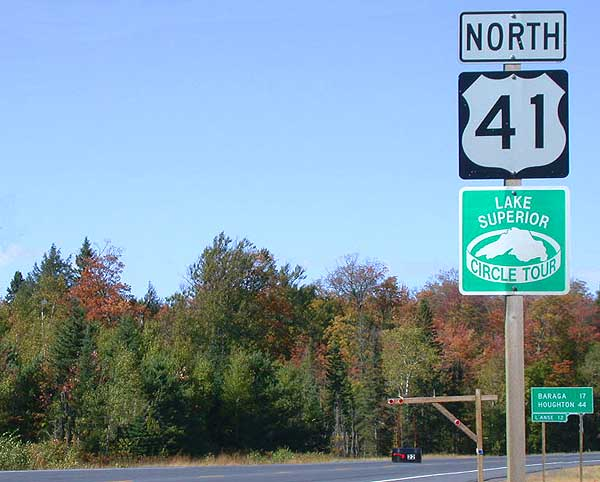
In Michigan